# Bianca Bustamante
Bianca Bustamante (Manila, 19 gennaio 2005) è una pilota automobilistica filippina, nel 2024 ha fatto parte del McLaren Young Driver Programme.

## Carriera

### Primi anni in monoposto
Nel 2022 Bustamante esordisce in monoposto correndo i primi due round della USF Juniors. Lo stesso anno prende parte alla  W Series dove arriva quindicesima, ottenendo due punti in sette gare. A novembre prende parte anche alla Indian Racing League. 
L'anno seguente sia unisce alla Prema correndo nel inverno la Formula 4 EAU e poi la F1 Academy. In quest'ultima ottiene due vittorie, la prima a Valencia e la seconda a Monza. Chiude al settimo posto in classifica con 116 punti. Nello stesso anno ha preso parte a tre gare della Formula 4 italiana e alla Formula 4 Macao Race. 
La stagione successiva rimane nella F1 Academy e correndo con il team francese, ART Grand Prix e il supporto della McLaren. Nel novembre del 2024, ha preso parte ai test della Formula E sul Circuito di Valencia con la NEOM McLaren Formula E Team.
Per la stagione 2025 passa al team Elite Motorsport correndo nel Campionato GB3. Nello stesso periodo lascia il programma della McLaren per giovani piloti. 

## Risultati

### Riassunto della carriera
| Stagione | Serie                 | Team                 | Gare | Vittorie | Pole | G/v | Podi | Punti | Pos. |
| -------- | --------------------- | -------------------- | ---- | -------- | ---- | --- | ---- | ----- | ---- |
| 2022     | USF Juniors           | IGY6 Motorsports     | 4    | 0        | 0    | 0   | 0    | 32    | 25º  |
| 2022     | W Series              | W Series Academy     | 7    | 0        | 0    | 0   | 0    | 2     | 15º  |
| 2022     | Indian Racing League  | Bangalore Speedsters | 5    | 0        | 0    | 0   | 0    | 46    | 17º  |
| 2023     | Formula 4 EAU         | Prema Racing         | 15   | 0        | 0    | 0   | 0    | 3     | 27º  |
| 2023     | F1 Academy            | Prema Racing         | 21   | 2        | 1    | 0   | 4    | 116   | 7º   |
| 2023     | Formula 4 italiana    | Prema Racing         | 3    | 0        | 0    | 0   | 0    | 0     | 44º  |
| 2023     | USF Juniors           | Exclusive Autosport  | 3    | 0        | 0    | 0   | 0    | 27    | 17º  |
| 2023     | Formula 4 Macao Race  | BlackArts Racing     | 2    | 0        | 0    | 0   | 0    | -     | Rit  |
| 2024     | Formula Winter Series | GRS Team             | 8    | 0        | 0    | 0   | 0    | 0     | 40º  |
| 2024     | Formula 4 britannica  | Hitech Pulse-Eight   | 3    | 0        | 0    | 0   | 0    | 6     | 29º  |
| 2024     | F1 Academy            | ART Grand Prix       | 15   | 0        | 0    | 1   | 1    | 73    | 7º   |
| 2024     | Euro 4                | ART Grand Prix       | 3    | 0        | 0    | 0   | 0    | 0     | 34º  |

*Stagione in corso.

### W Series
| Stagione | Scuderia         | 1     | 2      | 3      | 4      | 5      | 6       | 7      | Punti | Pos. |
| -------- | ---------------- | ----- | ------ | ------ | ------ | ------ | ------- | ------ | ----- | ---- |
| 2022     | W Series Academy | MAI 9 | MAI 14 | CAT 15 | SIL 17 | PAU 15 | HUN Rit | SIN 15 | 2     | 15º  |
| Legenda  |                  |       |        |        |        |        |         |        |       |      |

### F1 Academy
(legenda) (Le gare in grassetto indicano la pole position) (Le gare in corsivo indicano Gpv)
| Anno | Team           | 1   | 2   | 3   | 4   | 5   | 6   | 7   | 8   | 9   | 10  | 11  | 12  | 13  | 14  | 15  | 16  | 17  | 18  | 19  | 20  | 21  | Punti | Pos. |
| ---- | -------------- | --- | --- | --- | --- | --- | --- | --- | --- | --- | --- | --- | --- | --- | --- | --- | --- | --- | --- | --- | --- | --- | ----- | ---- |
| 2023 | Prema Racing   | RBR | RBR | RBR | CRT | CRT | CRT | CAT | CAT | CAT | ZAN | ZAN | ZAN | MNZ | MNZ | MNZ | LEC | LEC | LEC | COA | COA | COA | 116   | 7º   |
| 2023 | Prema Racing   | 2   | 9   | NC  | 5   | 1   | 7   | 4   | 14  | 10  | 10  | 8   | 5   | Rit | 2   | 1   | 13  | 10  | 14  | 5   | 7   | 13  | 116   | 7º   |
| 2024 | ART Grand Prix | JED | JED | MIA | MIA | CAT | CAT | ZAN | ZAN | SIN | SIN | LUS | LUS | YAS | YAS | YAS |     |     |     |     |     |     | 73    | 7º   |
| 2024 | ART Grand Prix | 5   | 6   | 9   | 2   | 5   | 7   | 14  | 11  | 16  | 14  | 16  | C   | 5   | 7   | 14  |     |     |     |     |     |     | 73    | 7º   |